# Anne Villacèque
Anne Villacèque, née le 30 avril 1963 à Toulouse, est une réalisatrice et scénariste française.

## Biographie
Née à Toulouse, Anne Villacèque a grandi en Guadeloupe et à Nîmes.
Ancienne élève du lycée Alphonse-Daudet de Nîmes, elle intègre en 1983 l’École normale supérieure de jeunes filles (fusionnée avec l'École normale supérieure en 1985).
Diplômée en philosophie, elle entre ensuite à la FEMIS dans le département réalisation.
Elle réalise des documentaires, dont 3 histoires d’amour de Vanessa, Les infortunes de la vertu et Nezha la bonne, avant de se consacrer à la fiction. Son premier long métrage, Petite Chérie, inspiré d’un fait divers tragique, est sélectionné à la Quinzaine des réalisateurs de Cannes en 2000. Depuis, elle a écrit et réalisé Riviera, E-love, Week-ends, et Deux, une fiction pour Arte adaptée du roman Deux d’Irène Némirovsky.

## Filmographie (réalisatrice et scénariste)

### Documentaires
- 1996 : Trois histoires d'amour de Vanessa
- 1998 : Les infortunes de la vertu
- 2001 : Nezha, la bonne
- 2003 : Oh les filles !
- 2006 : Les véritables aventures de la vie conjugale

### Cinéma
- 2000 : Petite Chérie
- 2005 : Riviera
- 2014 : Week-ends

### Télévision
- 2010 : E-Love (téléfilm)
- 2015 : Deux (téléfilm)